# 1896년
1896년은 수요일로 시작하는 윤년이다.

## 연호
- 조선(朝鮮) 건양(建陽) 원년
- 청(淸) 광서(光緖) 22년
- 일본(日本) 메이지(明治) 29년
- 응우옌 왕조(阮朝) 타인타이(成泰) 8년

## 기년
- 청(淸) 덕종 광서제(德宗 光緖帝) 22년
- 조선(朝鮮) 고종(高宗) 33년
- 응우옌 왕조(阮朝) 성태제(成泰帝) 8년

## 사건
- 1월 1일 - 조선, 양력 사용 (갑오개혁의 일환으로 그레고리력 채용)
- 2월 11일 - 조선 고종이 신변의 위협을 느껴 아관파천을 감행하였다.
- 3월 1일 -  제1차 이탈리아-에티오피아 전쟁: 이탈리아 왕국군이 에티오피아의 아도와 전투를 벌였다가 결정적 패배를 당했다. 이는 제국주의 역사상 유럽열강의 아프리카에서의 첫 패배로 기록되었다(~3월 2일)
- 4월 6일 - 그리스 아테네에서 제1회 하계 올림픽이 개최되었다.(~ 4월 15일).
- 4월 7일 - 서재필, 유길준, 윤치호, 주시경 등의 참여로 독립신문 창간.
- 5월 26일 - 러시아 제국 니콜라이 2세의 대관식 거행. 민영환, 윤치호등이 조선 사절단으로 참석.
- 7월 2일 - 서재필, 윤치호, 이상재, 이승만 등의 주도로 독립협회 결성.
- 8월 4일 - 조선의 지방제도를 23부제에서 13도로 개편하는 칙령(제36호) 반포되었다.
- 8월 27일 - 세계에서 가장 최단기로 끝낸 전쟁, 영국과 잔지바르 술탄국의 영국-잔지바르 전쟁 발발
- 덕수궁의 함녕전에 자석식 전화기가 설치되어 고종이 자주 이용하였다.

## 탄생

### 1월
- 1월 2일 - 소비에트 연방의 영화 감독 지가 베르토프. (~1954년)
- 1월 7일 - 독일의 언론인, 정치인 빌리 아이흘러. (~1971년)
- 1월 20일 - 일제 강점기의 페미니스트 작가, 언론인 김명순. (~1951년)
- 1월 31일 - 미국의 영화배우 올리브 캐리. (~1988년)

### 2월
- 2월 19일 - 프랑스의 시인 앙드레 브르통. (~1966년)
- 2월 20일 - 미국의 야구 선수 머디 루엘. (~1963년)

### 3월
- 3월 22일 - 미국의 배우, 영화배우 펀 에멧. (~1946년)

### 4월
- 4월 8일 - 대한민국의 정치인 허정. (~1988년)
- 4월 27일 - 대한민국의 국회의원 배헌. (~1955년)
- 4월 28일 - 대한민국의 화가, 작가 나혜석. (~1948년)

### 5월
- 5월 13일 - 대한민국의 독립운동가 오광선. (~1967년)
- 5월 30일 - 미국의 영화 감독 하워드 호크스. (~1977년)

### 6월
- 6월 9일 - 대한민국의 국어학자, 수필가 이희승. (~1989년)
- 6월 10일 - 대한민국의 독립운동가 이상정. (~1947년)

### 7월
- 7월 4일 - 중국의 소설가 마오둔. (~1981년)
- 7월 15일 - 조선 말기의 관료, 독립운동가 양세봉. (~1934년)
- 7월 16일 - 제1대 유엔 사무총장, 노르웨이의 정치인 트뤼그베 리. (~1968년)
- 7월 19일 - 영국의 소설가 A. J. 크로닌. (~1981년)

### 8월
- 8월 9일 - 스위스의 교육학자 장 피아제. (~1980년)

### 9월
- 9월 5일 - 대한민국의 친일파 이단. (~?)
- 9월 12일 - 일본의 군인 사토 슌지. (~1977년)
- 9월 14일 - 대한민국의 독립운동가 정화암. (~1981년)
- 9월 16일 - 캐나다의 여성 장수자이며 前 트뤼도 행정부 예하 별정행정관 마거릿 피츠제럴드. (~2009년)
- 9월 17일 - 대한민국의 독립운동가 이우석. (~1994년)
- 9월 24일
  - 미국의 소설가 F. 스콧 피츠제럴드. (~1940년)
  - 대한민국의 창설자 박인덕. (~1980년)

### 10월
- 10월 5일 - 대한민국의 병리학자 겸 해부학자 윤일선. (~1977년)
- 10월 7일 - 스페인의 전직 축구 선수 파울리노 알칸타라. (~1964년)
- 10월 26일 - 대한민국의 독립운동가·정치인 이인. (~1979년)

### 11월
- 11월 4일 - 필리핀의 전 대통령 카를로스 P. 가르시아. (~1971년)
- 11월 17일 - 러시아의 심리학자 레프 비고츠키. (~1934년)
- 11월 23일 - 체코슬로바키아의 정치인 클레멘트 고트발트. (~1953년)
- 11월 30일 - 대한민국의 시인 김억.

### 12월
- 12월 1일 - 구 소련의 군인 게오르기 주코프. (~1974년)
- 12월 20일 - 대한민국의 정치인 이기붕. (~1960년)
- 12월 23일 - 대한민국의 야담가 김진구.

## 사망
- 2월 11일 - 조선의 문신, 정치인 김홍집. (1842년~)
- 2월 12일 - 프랑스의 작곡가 앙브루아즈 토마. (1811년~)
- 7월 13일 - 독일의 화학자 아우구스트 케쿨레. (1829년~)
- 7월 16일 - 프랑스의 비평가 에드몽 드 공쿠르. (1822년~)
- 10월 11일 - 오스트리아의 작곡가 안톤 브루크너. (1824년~)
- 11월 23일 - 일본의 작가 히구치 이치요. (1872년~)
- 12월 10일 - 스웨덴의 발명가 알프레드 노벨. (1833년~)
- 12월 30일 - 필리핀의 독립 운동가 호세 리살. (1861년~)

## 달력
| 1월 |    |    |    |    |    |    |
| 일  | 월 | 화 | 수 | 목 | 금 | 토 |
|     |    |    | 1  | 2  | 3  | 4  |
| 5   | 6  | 7  | 8  | 9  | 10 | 11 |
| 12  | 13 | 14 | 15 | 16 | 17 | 18 |
| 19  | 20 | 21 | 22 | 23 | 24 | 25 |
| 26  | 27 | 28 | 29 | 30 | 31 |    |

| 2월 |    |    |    |    |    |    |
| 일  | 월 | 화 | 수 | 목 | 금 | 토 |
|     |    |    |    |    |    | 1  |
| 2   | 3  | 4  | 5  | 6  | 7  | 8  |
| 9   | 10 | 11 | 12 | 13 | 14 | 15 |
| 16  | 17 | 18 | 19 | 20 | 21 | 22 |
| 23  | 24 | 25 | 26 | 27 | 28 | 29 |

| 3월 |    |    |    |    |    |    |
| 일  | 월 | 화 | 수 | 목 | 금 | 토 |
| 1   | 2  | 3  | 4  | 5  | 6  | 7  |
| 8   | 9  | 10 | 11 | 12 | 13 | 14 |
| 15  | 16 | 17 | 18 | 19 | 20 | 21 |
| 22  | 23 | 24 | 25 | 26 | 27 | 28 |
| 29  | 30 | 31 |    |    |    |    |

| 4월 |    |    |    |    |    |    |
| 일  | 월 | 화 | 수 | 목 | 금 | 토 |
|     |    |    | 1  | 2  | 3  | 4  |
| 5   | 6  | 7  | 8  | 9  | 10 | 11 |
| 12  | 13 | 14 | 15 | 16 | 17 | 18 |
| 19  | 20 | 21 | 22 | 23 | 24 | 25 |
| 26  | 27 | 28 | 29 | 30 |    |    |

| 5월 |    |    |    |    |    |    |
| 일  | 월 | 화 | 수 | 목 | 금 | 토 |
|     |    |    |    |    | 1  | 2  |
| 3   | 4  | 5  | 6  | 7  | 8  | 9  |
| 10  | 11 | 12 | 13 | 14 | 15 | 16 |
| 17  | 18 | 19 | 20 | 21 | 22 | 23 |
| 24  | 25 | 26 | 27 | 28 | 29 | 30 |
| 31  |    |    |    |    |    |    |

| 6월 |    |    |    |    |    |    |
| 일  | 월 | 화 | 수 | 목 | 금 | 토 |
|     | 1  | 2  | 3  | 4  | 5  | 6  |
| 7   | 8  | 9  | 10 | 11 | 12 | 13 |
| 14  | 15 | 16 | 17 | 18 | 19 | 20 |
| 21  | 22 | 23 | 24 | 25 | 26 | 27 |
| 28  | 29 | 30 |    |    |    |    |

| 7월 |    |    |    |    |    |    |
| 일  | 월 | 화 | 수 | 목 | 금 | 토 |
|     |    |    | 1  | 2  | 3  | 4  |
| 5   | 6  | 7  | 8  | 9  | 10 | 11 |
| 12  | 13 | 14 | 15 | 16 | 17 | 18 |
| 19  | 20 | 21 | 22 | 23 | 24 | 25 |
| 26  | 27 | 28 | 29 | 30 | 31 |    |

| 8월 |    |    |    |    |    |    |
| 일  | 월 | 화 | 수 | 목 | 금 | 토 |
|     |    |    |    |    |    | 1  |
| 2   | 3  | 4  | 5  | 6  | 7  | 8  |
| 9   | 10 | 11 | 12 | 13 | 14 | 15 |
| 16  | 17 | 18 | 19 | 20 | 21 | 22 |
| 23  | 24 | 25 | 26 | 27 | 28 | 29 |
| 30  | 31 |    |    |    |    |    |

| 9월 |    |    |    |    |    |    |
| 일  | 월 | 화 | 수 | 목 | 금 | 토 |
|     |    | 1  | 2  | 3  | 4  | 5  |
| 6   | 7  | 8  | 9  | 10 | 11 | 12 |
| 13  | 14 | 15 | 16 | 17 | 18 | 19 |
| 20  | 21 | 22 | 23 | 24 | 25 | 26 |
| 27  | 28 | 29 | 30 |    |    |    |

| 10월 |    |    |    |    |    |    |
| 일   | 월 | 화 | 수 | 목 | 금 | 토 |
|      |    |    |    | 1  | 2  | 3  |
| 4    | 5  | 6  | 7  | 8  | 9  | 10 |
| 11   | 12 | 13 | 14 | 15 | 16 | 17 |
| 18   | 19 | 20 | 21 | 22 | 23 | 24 |
| 25   | 26 | 27 | 28 | 29 | 30 | 31 |

| 11월 |    |    |    |    |    |    |
| 일   | 월 | 화 | 수 | 목 | 금 | 토 |
| 1    | 2  | 3  | 4  | 5  | 6  | 7  |
| 8    | 9  | 10 | 11 | 12 | 13 | 14 |
| 15   | 16 | 17 | 18 | 19 | 20 | 21 |
| 22   | 23 | 24 | 25 | 26 | 27 | 28 |
| 29   | 30 |    |    |    |    |    |

| 12월 |    |    |    |    |    |    |
| 일   | 월 | 화 | 수 | 목 | 금 | 토 |
|      |    | 1  | 2  | 3  | 4  | 5  |
| 6    | 7  | 8  | 9  | 10 | 11 | 12 |
| 13   | 14 | 15 | 16 | 17 | 18 | 19 |
| 20   | 21 | 22 | 23 | 24 | 25 | 26 |
| 27   | 28 | 29 | 30 | 31 |    |    |

### 음양력 대조 일람
| 음력월 | 월건 | 대소 | 음력 1일의 양력 월일 | 음력 1일 간지 |
| ------ | ---- | ---- | -------------------- | ------------- |
| 1월    | 경인 | 대   | 2월 13일             | 병신          |
| 2월    | 신묘 | 대   | 3월 14일             | 병인          |
| 3월    | 임진 | 대   | 4월 13일             | 병신          |
| 4월    | 계사 | 소   | 5월 13일             | 병인          |
| 5월    | 갑오 | 대   | 6월 11일             | 을미          |
| 6월    | 을미 | 소   | 7월 11일             | 을축          |
| 7월    | 병신 | 소   | 8월 9일              | 갑오          |
| 8월    | 정유 | 대   | 9월 7일              | 계해          |
| 9월    | 무술 | 소   | 10월 7일             | 계사          |
| 10월   | 기해 | 대   | 11월 5일             | 임술          |
| 11월   | 경자 | 소   | 12월 5일             | 임진          |
| 12월   | 신축 | 대   | 1897년 1월 3일       | 신유          |